# 通脱木属
通脱木属（学名：Tetrapanax）是五加科下的一个属，为无刺灌木植物。该属特产于中国大陆及台湾，有通脱木（T. papyrifer）与西藏通脱木（T. tibetanus）两种。